# رقاع أمريكي
رِقَاع أمريكي هي شجرة من جنس رقاع في الفصيلة الأزدرختية. تعلو نحو ٦ أمتار. خشبه أغبر اللون قليل الصلابة سهل الانعطاف. أزهار صفراء تبنية المُوَاج.